# Cabal màssic
|  | No s'ha de confondre amb Cabal hidràulic. |

En física i enginyeria, el cabal màssic és la massa d'una substància que travessa una certa superfície per unitat de temps. La seva unitat de mesura és el quilogram per segon (kg·s-1 en unitats del Sistema Internacional). El símbol que se sol utilitzar és {\displaystyle {\dot {m}}} («m punt»), encara que de vegades s'utilitza μ («mu»).
El cabal màssic es defineix pel límit següent:
{\displaystyle {\dot {m}}=\lim \limits _{\Delta t\rightarrow 0}{\frac {\Delta m}{\Delta t}}={\frac {{\rm {d}}m}{{\rm {d}}t}}}
És a dir, el flux d'una massa m a través d'una superfície per unitat de temps t.
El punt sobre la m respon a la notació de Newton per la derivada respecte al temps. Com que la massa és una magnitud escalar, el cabal màssic (la derivada de la massa respecte al temps) també és una magnitud escalar. El canvi de massa és la quantitat que travessa després de travessar la frontera per una certa duració de temps, i no pas simplement la quantitat inicial de massa a la frontera menys la quantitat final de massa a la frontera, ja que el canvi de massa que travessa una superfície per un flux estable seria zero.

## Equacions alternatives
El cabal màssic també es pot calcular a partir de la següent expressió:
{\displaystyle {\dot {m}}=\rho \mathbf {v} \cdot \mathbf {A} =\rho Q=\mathbf {j} _{\rm {m}}\cdot \mathbf {A} }
On:
- ρ = densitat màssica del fluid
- v = velocitat de flux dels elements de la massa que flueix
- A = vector àrea de la secció
- Q = cabal volumètric
- jm = flux de massa

L'equació superior tan sols és certa per una àrea plana. En general –incloent-hi el cas d'una àrea corba– l'equació esdevé una integral de superfície:
{\displaystyle {\dot {m}}=\iint _{A}\rho \mathbf {v} \cdot {\rm {d}}\mathbf {A} =\iint _{A}\mathbf {j} _{\rm {m}}\cdot {\rm {d}}\mathbf {A} }
L'àrea necessària per calcular el cabal màssic és real o imaginària, plana o corba, i pot ser tant una secció com una superfície. Per exemple, per substàncies que passin a través d'un filtre o d'una membrana artificial, la superfície real és l'àrea superficial (generalment corba) del filtre (macroscòpicament), ignorant l'àrea ocupada pels forats del filtre o membrana. D'altra banda, per líquids que passin a través d'una canonada, l'àrea és la secció de la canonada al lloc considerat. El vector àrea és una combinació de la magnitud de l'àrea a través de la qual passa la massa (A) i del vector unitari normal a l'àrea ({\displaystyle \mathbf {\hat {n}} }). La relació és {\displaystyle \mathbf {A} =A\mathbf {\hat {n}} }.

## Ús

### Dinàmica de fluids
El cabal màssic s'utilitza per la forma elemental de l'equació de continuïtat de la massa, en hidrodinàmica:
{\displaystyle \rho _{1}\mathbf {v} _{1}\cdot \mathbf {A} _{1}=\rho _{2}\mathbf {v} _{2}\cdot \mathbf {A} _{2}}

### Mecànica clàssica
En mecànica clàssica elemental, el cabal màssic apareix quan es treballa amb objectes de massa variable com, per exemple, un coet que desprèn combustible. Sovint, les descripcions d'aquest tipus d'objectes invoquen erròniament la segona llei de Newton F =d(mv)/dt tractant la massa m i la velocitat v com variables dependents del temps i llavors aplicant la regla de la derivada del producte. La descripció correcte d'aquests objectes requereix l'aplicació de la segona llei de Newton al sistema sencer i de massa constant que consisteix tant en l'objecte com en la massa expulsada.

## Magnituds anàlogues
En dinàmica de fluids, el cabal de fluid s'anomena cabal hidràulic. En electricitat, la taxa de flux de la càrrega és el corrent elèctric.